# Kim So-hee (1999)
Kim So-hee (hangul: 김소희; hanja: 金昭喜; rr: Gim So-heui; nascida em 31 de dezembro de 1999), mais profissionalmente creditada como Sohee (hangul: 소희) é uma cantora e dançarina sul-coreana. Ela é popularmente conhecida por ser líder do grupo feminino Elris, que atualmente se chama Alice.

## Carreira
Antes de sua estreia oficial, Sohee foi concorrente no reality show K-pop Star. Ela também estreou como artista solo em maio de 2017, com o lançamento do single Spotlight. Em junho de 2017, Sohee foi oficialmente apresentada pela Hunus Entertainment como integrante do grupo Elris, que realizou sua estreia com o lançamento do extended play We, First, incluindo a faixa de mesmo nome.

## Discografia

### Singles
| Título    | Detalhes do single                                                                             | Melhor posição nas paradas | Vendas |
| Título    | Detalhes do single                                                                             | KOR                        | Vendas |
| --------- | ---------------------------------------------------------------------------------------------- | -------------------------- | ------ |
| Spotlight | - Lançamento: 19 de maio de 2017 - Gravadora: 1thek Entertainment - Formatos: Digital download | ASA                        | ASA    |

## Filmografia

### Reality shows
| Ano  | Título     | Emissora                  | Função      | Notas                   |
| ---- | ---------- | ------------------------- | ----------- | ----------------------- |
| 2016 | K-pop Star | Seoul Broadcasting System | Concorrente | Ficou em segundo lugar. |